# 苑裡耶穌聖心堂
苑裡耶穌聖心堂，是位於臺灣苗栗縣苑裡鎮的一座天主教教堂。

## 簡介
耶穌聖心堂創立於民國四十五年（1956年），由美國瑪利諾會會士羅方神父主持。當時在通霄鎮湯長森醫師的介紹，以及苑裡地方士紳的邀請下，由通霄撥空到苑裡傳教。初期租賃天下路民房作為臨時傳教所，在地方各界人士的協助下，開始傳道工作。同年8月14日（聖母升天節前夕），首批慕道者受洗，約達一百多人。
其後苑裡教會迅速發展，慕道者與日激增，教務日益撗展。羅方神父排除萬難，於民國四十七年（1958年）選定現址興建一座中國式四合院的教堂；有聖堂、道理廳、辦公室、會客室，以及神父宿舍和餐廳等。隔年年6月落成啟用，命名為「耶穌聖心堂」，唯建造在路口牌樓仍標示「天主堂」。

## 歷任神父
1. 羅方神父（1956年 ～ 1979年）。
2. 石天梯神父（1979年 ～ 2012年）。